# Гірничомашинобудівна промисловість Польщі
Гірничомашинобудівна промисловість Польщі

## Загальні дані
Польща має розвинену гірничомашинобудівну промисловість по випуску гірничих машин і обладнання, яка задовольняє потреби країни і дозволяє експортувати продукцію. Виготовляються:
- очисні і прохідницькі комбайни,
- вугільні струги,
- шахтні навантажувачі,
- конвеєри,
- підвісні рейкові дороги,
- механізоване кріплення,
- шахтні вагонетки,
- лебідки,
- бурові верстати,
- насоси і вентилятори,
- агрегати для піноутворення і зволоження пластів,
- підіймальні машини,
- шахтні кліті,
- шахтні скіпи і копри,
- обладнання для збагачення корисних копалин.

## Окремі гірничомашинобудівні компанії Польщі

### Копекс А. О. підприємство експорту та імпорту
Копекс А. О. підприємство експорту та імпорту — машини і обладнання для гірничої справи, науково-технічні досягнення, ноу-хау.
Адреса: Корех s.a. Export-Import Company, Grabowa 1, PL-Katowice, Poland
Internet: kopex kopex.com.pl

### Apator
Apator — вибухозахищена апаратура: вогнепронипкні контакторні вимикачі, вогнепроникні захисні вимикачі, вогнепроникні пускові вимикачі, вибухозахищені трансформаторні агрегатИ, гірничі аварійні вимикачі, гірничі кнопки управління, комутаційна апаратура, розподільча апаратура, електроприводи AC/DC, теплолічильники.
Адреса: APATOR SA, Żółkiewskiego 13/29, PL-87-100 Toruń, Poland